# Iurgen Hummes Specht
Iurgen Hummes Specht (* 21. Dezember 1991) ist ein brasilianischer Volleyballspieler.

## Karriere
Specht spielte in Spanien und Estland. Anschließend wechselte der Außenangreifer zu Openhouse Szolnok RKSI. Mit dem ungarischen Verein gewann er 2017 den nationalen Pokal und belegte den vierten Rang in der Liga. Danach spielte Hummes Specht eine Saison in Solingen beim deutschen Bundesligisten Bergische Volleys.